# Braunsia margaroniae
Braunsia margaroniae är en stekelart som beskrevs av Nixon 1950. Braunsia margaroniae ingår i släktet Braunsia och familjen bracksteklar. Inga underarter finns listade.